# Valloner i Sverige
Valloner i Sverige utgör ett mytomspunnet kapitel i Sveriges migrationshistoria. Gruppen bestod av den fransk- och vallonskspråkiga folkgrupp, i det område som nu utgör södra Belgien och norra Frankrike, vilka utgjorde en stor del av invandringen till Sverige under stormaktstiden, och etablerade sig i svenskt järnbruk med vallonsmide. 
Det uppskattas att omkring 1 000–2 000 valloner invandrade till Sverige under 1600- och 1700-talen.

## Historia

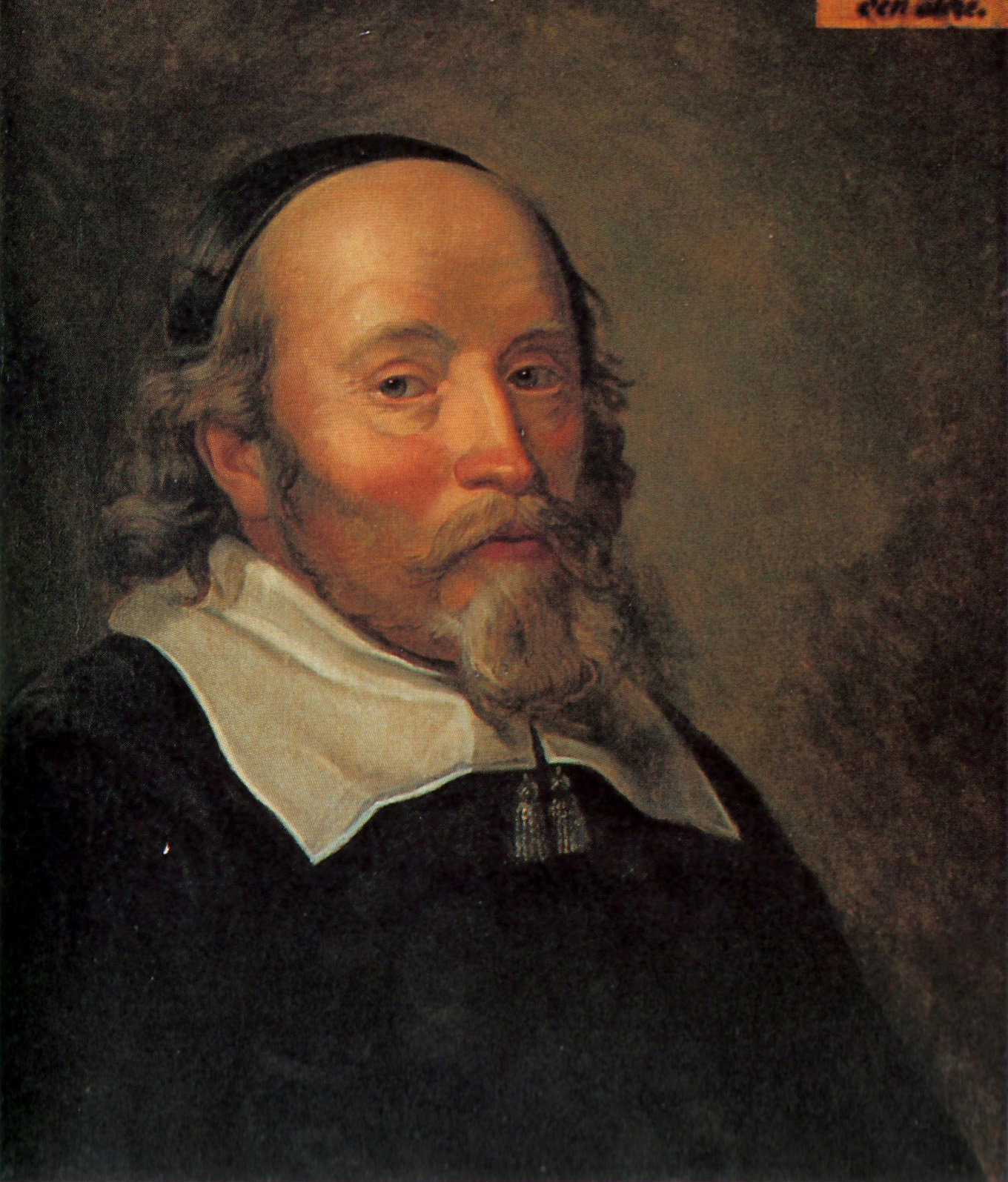
Louis De Geer porträtterad av David Beck.

Under 1500-talet förbättrades smidesteknikerna i trakten runt Liège (se vallonsmide), som hade utvecklats till den europeiska järnhanteringens huvudort. Vallonernas rykte i fråga om järnhantering blev vida spritt, vilket uppmärksammades även i Sverige. Uppmuntrade av Gustav II Adolf började många valloner utvandra till Sverige under början av 1600-talet. De kom från två huvudområden belägna kring städerna Sedan och Liège. Det självständiga furstendömet Sedan, som blivit en fristad för protestanter under hugenottkrigen, svarade för den tidiga migrationen till Sverige (1610–1625), medan Liège i dåvarande Spanska Nederländerna svarade för den senare (1625–1655). Till en början kom de flesta vallonerna till Finspång och Norrköping, där den nederländske bergsmannen Louis De Geer kunde arrendera land. 
Den förste att värva valloner till Sverige var De Geers landsman Willem de Besche, som tidigare hjälpt fram De Geer till bruket i Finspång, men från 1620-talets början tog De Geer helt över den verksamheten. Värvningen gick till på så sätt att agenter skickades ut till de mindre bruksorterna för att direkt på platsen värva den önskade yrkesmannen. Men lika ofta kom arbetslösa valloner till de större orterna för att på de värvarkontor som där upprättats söka anställning i Sverige. 
Vallonernas utvandring väckte dock allvarsamma bekymmer hos kung Filip IV av Spanien (dit Belgien hörde under början av 1600-talet). År 1624 förbjöd han vid strängt straff Valloniens smeder att ta värvning i Sverige och "där införa smideskonsten till mycken skada och förfång för Oss och Vårt land samt till stor själaskada för dem själva". Detta påverkade dock inte nämnvärt migrationen och förbudet kringgicks på många olika sätt, genom användande av förklädnader och listigt uttänkta smygvägar.
Vallonerna hade i början svårt att finna sig till rätta i Sverige. De flesta begagnade sig av sin rätt att återvända efter ett års förlopp. Den danske diplomaten Peder Galt förutspådde i en depesch till sin regering år 1622 att svenskarnas försök att locka till sig vallonska hammarsmeder skulle misslyckas. Han skrev: "Dersom Vulcanus endskønt kommer, vil det ikke blive varaktigt, thi han gider intet æde Stromling [han står inte ut med att äta strömming]."
Louis De Geer blev ägare till Finspång- och Dannemoraverken, och under åren 1643–1650 nådde invandringen av valloner till Sverige sin kulmen. Trots att De Geer fått ett löfte av Gustav II Adolf att andra bruksägare inte skulle få använda sig av valloner som arbetskraft började vallonerna att ta anställning vid andra bruk i Mellansverige. Tillsammans med smederna kom även andra yrkesgrupper.
Efter ett århundrades vistelse i Sverige antog vallonerna den svenska befolkningens språk och religion. Men de vidhöll länge sedvanan att gifta sig inom gruppen. Därför har vallonättlingarna länge kunnat bevara särdrag som skiljt dem från andra svenskar. En brukspredikant vid Österby bruk i Uppland karakteriserade vallonerna vid 1800-talets början på följande sätt: 
| ” | De här vid bruket ännu kvarlevande valloner äro både till sinnelag och ansiktsbildning mycket skiljaktige från uppländingen i allmänhet. Merendels äro de mörkletta med bruna ögon, något uppböjd näsa och svart hår. I umgänget äro de öppne och fritalige, känslige vid de minsta förolämpningar, skarpsinnige i omdömen och mycket läraktige. Man förebrår dem en viss strävhet och envishet, dem de synas hava svårt att övervinna. I själsodling och belevenhet stå de emellertid bestämt över allmogen i allmänhet. I deras boningar råder mycken snygghet och ordning, och själva, när de äro i sina helgdagskläder, äro de ofta med verklig elegans utstyrda. | „ |

## Svenska efternamn med angivet vallonskt ursprung
Det har gjorts flera försök att skapa en översikt över släkter som invandrade vid den vallonska invandringen på 1600-talet. Den för närvarande (2023) bästa förteckningen är gjord av Sällskapet Vallonättlingar och tar upp cirka 540 namn.  Denna lista har ansatser till dokumentation men saknar vissa namn som i andra sammanhang har framställts som vallonska. Etymologiskt finns exempel på släktnamn som är bildade efter ursprungliga dopnamn, som Pira, yrken, som Bouvier, geografiskt ursprung, som Dubois, eller personliga egenskaper, som Lemaigre, för att nämna några.
Nedanstående lista avser att omfatta släkter och efternamn, där biograferade svenskar antas härstamma från den vallonska invandringen på 1600-talet. Namn markerade med +  behandlas i artiklar tillhörande Kategori:Vallonättlingar, de med `? saknas i Föreningen Vallonättlingars förteckning.
Listan är ofärdig och bör i september 2023 betraktas som ett arbetsdokument.

- Allard +
- Anjou +
- Baude ?
- Biesèrt ?
- Blanche ?
- Boivie +
- Befwe
- de Besche +
- Birath +
- Bonnevier
- Boudrée
- Bouveng + stavning?
- Bremer
- de Brun
- Charpentier
- Collin +
- Dandenell +
- De Geer +
- Drougge +
- Dubois +
- Fischier ?
- Frumerie +
- Gauffin +
- Gelotte +
- Gäfvert +
- Gilljam +
- Herou +
- Holst
- Hybinette +
- de Jounge +
- Lemoine +
- Matton +
- Personne +
- Pira +
- Porath
- Pousette +
- Raquette
- Robbert
- Schotte
- Sporrong +
- Stille
- Touron +
- de Wahl +

## Antal
Antalet valloner som kom att stanna i Sverige var litet, det är dock osäkert exakt hur många det rörde sig om. Nationalencyklopedin anger att 900 individer stannade i Sverige permanent. De Geers anteckningar anger 134 vallonska arbetare som fram till 1633 kommit enbart till Norrköping. Ungefär 20 procent av vallonerna återvände till sitt hemland efter en första kontraktsperiod, en del från och med 1654 då religionsfriheten i Sverige inskränktes (i samband med drottning Kristinas abdikation); majoriteten av vallonerna var reformerta (numera är vallonerna i Belgien i allmänhet katoliker). I och för sig tillförsäkrades vallonerna vid flyttningen religionsfrihet och hade rätt att föra med sig egna präster. 
För majoriteten blev flyttningen varaktig. Det totala antalet migranter som anlände under den här tiden – 1652 kom ett emigrationsförbud – har uppskattats till mellan 1 000 och 1 200 familjeenheter[källa behövs]. Trots att de kvarvarande vallonerna inledningsvis var en särskild språklig och religiös grupp är de numera assimilerade i det svenska samhället.
Antalet vallonättlingar har uppskattats till omkring 100 000, vilket i dag tros vara en underskattning. Anders Herou, ordförande i Sällskapet Vallonättlingar, tror dock inte att antalet överstiger en miljon utan uppgår till några hundratusen.